# Yasmina Hunzinger
Yasmina Hunzinger (* 6. Juni 1977 in Basel, Schweiz; Künstlername anfangs auch: Yasmina, verheiratet: Yasmina Paola Salm) ist eine schweizerisch-deutsche Sängerin und Songwriterin.

## Leben
Yasmina Hunzingers Mutter ist Schweizerin, ihr Vater Deutscher. Durch ihre Mutter wurde sie früh an die Musik herangeführt. Vor ihrer klassischen Gesangsausbildung gab diese ihr ersten Gesangsunterricht. Bei Konzerten der Mutter hatte Yasmina schon als Kind ihr Bühnendebüt und mit ihr zusammen spielte sie ein erstes Album unter dem Titel Theresa und Yasmina ein.
Im Alter von 13 Jahren wurde Yasmina Hunzinger Mitglied eines A-cappella-Ensembles. Gleichzeitig wirkte sie bei einer Aufführung der Kinderoper Noah und die Flut von Benjamin Britten mit. Von 1993 bis zu seiner Auflösung sang sie regelmäßig im Projektchor One Accord des Janz Teams mit und ging mit auf dessen Sommertourneen.
Auf Drängen ihrer Eltern erlernte Yasmina Hunzinger zunächst den Beruf der Frisörin und absolvierte anschließend eine Weiterbildung zur Bürokauffrau. 2001 zog sie nach Deutschland, um als freischaffende Künstlerin zu arbeiten. So sang sie auf rund 250 Studioproduktionen, wirkte an diversen Konzerten und Auftritten unter anderem des Missionswerks Janz Team mit und war Teil diverser Tourneen mit anderen Sängern wie Anja Lehmann und Danny Plett.
2002 produzierte Danny Plett ihr erstes Soloalbum Always And Forever. Daraufhin erhielt sie 2003 die Auszeichnung Newcomerin des Jahres der christlichen Musikmesse Promikon. Ihr zweites Album, produziert von Mark Smith, erschien 2006 mit dem Titel Little Things Ain’t Always Small bei Gerth Medien.
Im Juli 2008 gewann sie den internationalen Wettbewerb Cesme Song Contest in der Türkei mit ihrem eigenen Song When you believe.
Auf Anraten ihrer befreundeten Musikerkollegin Cae Gauntt nahm Yasmina Hunzinger 2011 an der ersten Staffel von The Voice of Germany teil und schaffte es bis in die 4. Liveshow. Sie wurde Vierte im Team Nena.
Am 17. Juni 2012 war Yasmina Hunzinger als Act bei Detlef Soosts D!s 10. World Competition Finale im Movie Park Bottrop zu sehen.
2013 bewarb sie sich mit dem Titel I still believe um die Teilnahme am Eurovision Song Contest im folgenden Jahr. Letztlich wurde sie als eine von sechs Teilnehmern für die Entscheidungsshow ausgewählt, die am 1. Februar auf SRF 1, RTS Un und RSI LA 1 ausgestrahlt wurde. Dort belegte I still believe den zweiten Platz hinter dem Tessiner Sebalter und Hunter of Stars.
Yasmina Hunzinger, die bekennende Christin ist, lebt zurzeit in Rösrath. Neben ihrer Tätigkeit als Sängerin arbeitet sie dort als Songwriterin und Vocal Coach.
Am 6. Juli 2019 heiratete sie Sascha Salm.

## Diskografie

### Studio-Alben
| Jahr | Titel                            | Label           |
| ---- | -------------------------------- | --------------- |
| 2002 | Always And Forever               | Janz Team Music |
| 2006 | Little Things Ain’t Always Small | Gerth Medien    |
| 2013 | True                             | Gerth Medien    |

### Kollaborationsalben
| Jahr | Titel     | Mitwirkende                             | Label                                                 | Anmerkungen |
| ---- | --------- | --------------------------------------- | ----------------------------------------------------- | ----------- |
| 2016 | Bethlehem | Yasmina Hunzinger Timo Böcking (Flügel) | Phonector (LC-13752) Felsenfest (LC-03623) CD 943.744 |             |

### Singles
| Jahr | Titel             | Label            | Anmerkungen |
| ---- | ----------------- | ---------------- | --- |
| 2000 | Demo              | Janz Team Music  | Unveröffentlichte Demo, 2 Musiktitel jedoch 2001 auf dem Compilation-Album Voices – Getragen vom Wind erschienen |
| 2011 | Baby Love         | Voice Of Germany | Live-Mitschnitt aus der TV-Show Voice Of Germany 2011                                                            |
| 2011 | Heavy On My Heart | Voice Of Germany | Live-Mitschnitt aus der TV-Show Voice Of Germany 2011                                                            |
| 2013 | I Don’t Give Up   | Gerth Medien     | Single-Auskoppelung aus 3. Studio-Album True                                                                     |

### Compilations
In dieser Aufzählung sind ausschließlich Zusammenstellungen berücksichtigt, die Yasmina Hunzinger gewidmet sind.
| Jahr | Titel                      | Label           | Anmerkung                                                 |
| ---- | -------------------------- | --------------- | --------------------------------------------------------- |
| 2001 | Voices – Getragen vom Wind | Janz Team Music | Kollaborative Compilation, 2 Titel aus Hunzingers EP Demo |

### Mitwirkung bei Konzepten
Im Folgenden sind ausschließlich Konzepte berücksichtigt, in denen Yasmina Hunzinger als eigenständige Künstlerin auftritt, Backing- sowie Chormitwirkungen werden nicht erwähnt.
| Jahr | Titel                                         | Hauptinterpret bzw. repräsentativer Konzeptinitiator | Label               |
| ---- | --------------------------------------------- | ---------------------------------------------------- | ------------------- |
| 1998 | Anfang und Ende                               | Matthias Heimlicher, Bene Müller                     | Vineyard Music Bern |
| 1999 | Flying                                        | One Accord                                           | Janz Team Music     |
| 1999 | Herz, lass dein Sorgen sein                   | Martin Wollin                                        | Janz Team Music     |
| 2000 | Zukunft und Hoffnung                          | Danny Plett                                          | Janz Team Music     |
| 2000 | In deiner Gegenwart                           | Heinrich Reisich                                     | Janz Team Music     |
| 2001 | Bang, Bang, Bang                              | One Accord                                           | Janz Team Music     |
| 2001 | Noel, Noel                                    | Danny Plett                                          | Janz Team Music     |
| 2002 | In Love With Jesus 05                         | Arne Kopfermann                                      | Gerth Medien        |
| 2002 | Modern Gospel                                 | Danny Plett                                          | Janz Team Music     |
| 2002 | Unendlich nah                                 | Heinrich Reisich                                     | Janz Team Music     |
| 2002 | Feel The Spirit                               | Gospelprojekt Ruhr                                   | Heaven Up           |
| 2003 | In deinem Haus – A Tribute To Manfred Siebald | Arne Kopfermann                                      | Gerth Medien        |
| 2006 | Du bist Herr: Lieder aus Band 5. Vol. 01      | Arne Kopfermann                                      | Gerth Medien        |
| 2006 | In Love With Jesus 08                         | Arne Kopfermann                                      | Gerth Medien        |
| 2008 | Rockhymnen                                    | Arne Kopfermann                                      | Gerth Medien        |
| 2012 | Laudio Update 02: Du allein rettest mich      | Arne Kopfermann                                      | Gerth Medien        |
| 2012 | Ich bin bei dir                               | Arne Kopfermann                                      | Gerth Medien        |